# Jill Thompson
Jill Thompson (20 de noviembre de 1966) es una escritora e ilustradora de cómics estadounidense que trabajó para teatro, películas y televisión. Es conocida por su trabajo en los personajes de Sandman de Neil Gaiman, y su propia serie Scary Godmother. Trabajó en Los Invisibles, La Cosa del Pantano y Wonder Woman.

## Carrera

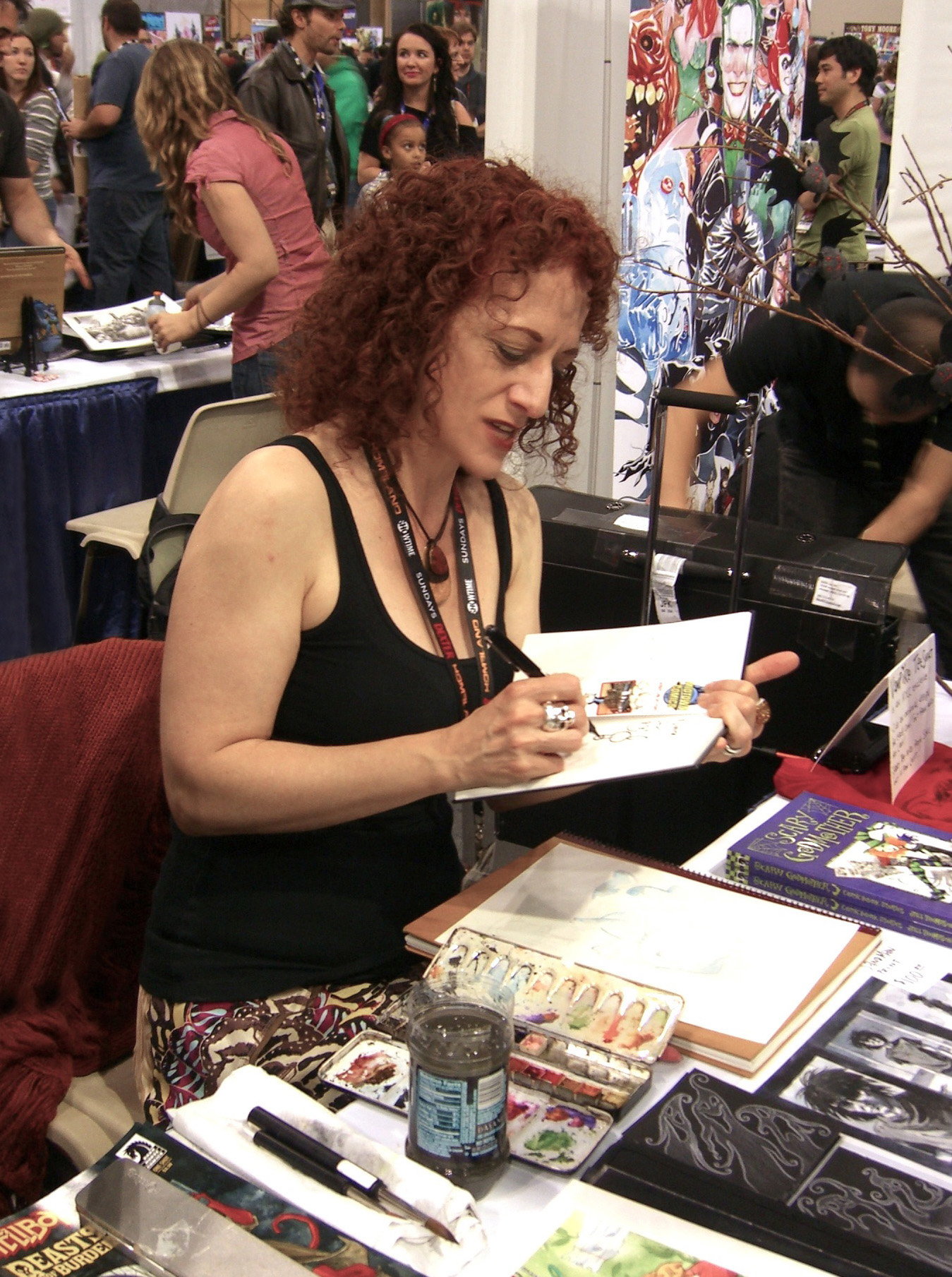
Thompson ilustrando en su cuaderno de bocetos.

Jill Thompson comenzó su carrera en los cómics trabajando para editores como First Comics y Now Comics en la década de 1980. Se convirtió en la artista de Wonder Woman, de DC Comics, en 1990. Su trabajo en la historia "Chalk Drawings" en Wonder Woman #46 (septiembre de 1990) recibió elogios del escritor George Pérez quién declaró "fue una historia buena y tranquila, y pienso que Jill y yo trabajamos realmente bien juntos en ella."
Thompson ilustró el arco argumental Vidas Breves en los números #41 a #49 de Sandman y la historia "The Parliament of Rooks" en el número #40 (parte de la colección Fábulas y reflejos). Creó los personajes Li'l Death y Li'l Morpheus, versiones infantiles de dos de los Eternos basados en los personajes clásicos Sal y Pimienta.
Desde entonces escribió e ilustró varias historias donde aparecen los personajes de Sandman. Estos incluyen el libro de estilo manga Death: At Death's Door, uno de los libros mejor vendidos de DC de 2003, que ocurre durante los eventos de Estación de Nieblas, y el libro para niños The Little Endless Storybook utilizando versiones infantiles de los Eternos. En 2005 Thompson escribió e ilustró Dead Boy Detectives, una novela gráfica basada en dos personajes menores de Estación de Nieblas.
Thompson diseñó el atuendo de ring para el luchador de WWE Daniel Bryan.
Thompson creó la serie de libro del cómic Scary Godmother, originalmente publicado por Sirius Entertainment y más tarde por Dark Horse Comics. Los libros inspiraron dos especiales televisivos: Scary Godmother Halloween Spooktacular, que se emitieron fuera de Estados Unidos en 2003 antes de ser adquiridos por Cartoon Network en 2004. A esto lo siguió Scary Godmother: The Revenge of Jimmy en 2005. Ambos fueron animados mediante CGI. Thompson fue guionista para el proyecto y mantuvo cierta medida de control creativo. En 2003, los derechos de merchandising de Scary Godmother volvieron a Thompson, permitiéndole crear una muñeca de Scary Godmother, para lo cual llevó adelante una exitosa campaña Kickstarter.
Thompson fue modelo de cuerpo  para otros artistas de cómics, y se utiliza a sí misma como base para varios personajes, más notablemente como el modelo original para Scary Godmother. Su parecido fue utilizado por P. Craig Russell en su novela gráfica The Magic Flute y en muchos de sus otros trabajos. En una entrevista de 2012 Thompson dijo ,"Para su historia 'Hothouse' de Batman: Legends of the Dark Knight fui una doctora malvada, o alguien que manipulaba Poison Ivy... Me usó para óperas y demás, como Brunhilda y Ring of the Nibelung". Alex Ross la utilizó para el personaje de la hija del Joker, Duela Dent, en Kingdom Come.
Thompson es entrevistada en la película Ringers: Lord of the Fans, un documental sobre el fandom de El Señor de los Anillos. También fue entrevistada para She Makes Comics, un documental sobre la historia de las mujeres en la industria del cómic.
En una encuesta de 2015 realizada por Comic Book Resources Thompson figuraba 4.º entre las 50 mejores artistas femeninas de cómic.
Lupunaluz, un retiro de artistas en Perú, alojó a Jill como su Artista En Residencia en enero de 2016.

## Vida personal
Thompson asistió a la Academia Americana de Arte en Chicago, graduándose en 1987 con un grado en Ilustración y Acuarela.
Thompson está casada con su colega Brian Azzarello, creador de 100 Balas y antiguo escritor de Hellblazer y Batman.
Thompson estudió comedia de improvisación en Chicago en The Players Workshop y The Second City Training Center. Actuó durante cuatro años con el Cleveland Improv Troupe.
Thompson es una ávida jardinera y tiene un Certificado de Jardinero del programa de Extensión basado en Chicago.

## Premios y honores
Thompson ganó varios Premios Eisner, incluyendo "Mejor Pintor" por Scary Godmother en 2001, "Mejor Pintor/Artista Multimedia (arte interior)" por The Dark Horse Book of Hauntingsen 2004, y en 2005 "Mejor Historia Corta" por Unfamiliar (de The Dark Horse Book of the Dead) junto a Evan Dorkin.
En 2011 la National Cartoonist Society la nombró Mejor Artista Cómic por Beasts of Burden.
Fue nominada a Lulu del Año en 1998 y ganó en 1999.
Premio de National Cartoonists Society
- 2011 Mejor Artista de Cómic por Beasts of Burden[22]

Premios Eisner
- 2000 Mejor Publicación de Humor por Bart Simpson's  Treehouse of Horror (premio de grupo)
- 2001 Mejor Pintor/Artista Multimedia por Scary Godmother (arte de interior)
- 2001 Mejor Título para una Audiencia Joven por Scary Godmother: The Boo Flu
- 2004 Mejor Pintor/Artista Multimedia (arte de interior) por "Stray", The Dark Horse Book of Hauntings
- 2005 Mejor Historia Corta por "Unfamiliar" The Dark Horse Book of Witchcraft (junto a Evan Dorkin)
- 2007 Mejor Pintor/Artista Multimedia (arte de interior)  "A Dog and His Boy" en The Dark Horse Book of Monsters
- 2009 Mejor Pintor/Artista Multimedia Magic Trixie, Magic Trixie Sleeps Over
- 2010 Mejor Publicación para Adolescentes Beasts of Burden (junto a Evan Dorkin)
- 2010 Mejor Pintor/Artista Multimedia Beasts of Burden, Magic Trixie and the Dragon
- 2015 Mejor Historia Unitaria Beasts of Burden: Hunters and Gatherers (junto a Evan Dorkin)

### Cómics

#### Cómico
- The Elementals #13, 20, 23-25, 27-29 (1987–1988)
- Fathom #1-3 (1987)

#### First Comics
- Classics Illustrated: La letra escarlata (artista 1989)
- Las Crónicas de Corum (artista 1989)

#### DC Comics
- Wonder Woman vol. 2 #45-48, 50-51, 53-55, 57-59, 61-64, Especial #1 (1990–1992)
- The Sandman #40-49 (1992–1993)
  - "The Parliament of Rooks" en Fábulas y Reflejos
  - Vidas breves
- Orquídea negra #1-6 (1993–1994)
- The Invisibles #5-6, 13-15 (1995)
- La Cosa del Pantano #159 (1995)
- Seekers into the Mistery #11-14 (1996–1997)
- The Dreaming#13-14 (1997)
- The Books of Magic #42 (1997)
- Challengers of the Unknown #10, 13 (1997–1998)
- Finals #1-4 (1999)
- The Invisibles vol. 3 #3-4 (2000)
- Transmetropolitan: Filth of the City #1 (2001)
- Bizarro Cómics HC (artista/escritora, 2001)
- The Little Endless Storybook (artista/escritora, 2001)
- 9-11: The World's Finest Comic Book Writers & Artists Tell Stories to Remember, Volume Two (2002)
- Looney Tunes #100 (2003)
- Death: At Death's Door (artista/escritora, 2003)
- Batman: Gotham Knights #44 (artista/escritora, 2003)
- Masks: Too Hot for TV #1 (2004)
- Dead Boy Detectives (artista/escritora, 2005)
- Fábles: 1001 Nights of Snowfall: "Fair Division"
- Fables #59 (2007)
- House of Mystery vol. 2 #2 (2008)
- Delirium's Party: A Little Endless Storybook (artista/escritora, 2011)
- The Unexpected vol. 2 #1 (2011)
- Shade vol. 2 #8 (2012)
- Batman: The Master Race (arte de cubierta alternativo, 2015)

#### Marvel Comics
- Shadows and Light #2 (Spider-Man) (1998)
- X-Men Unlimited #32 ("Dazzler - Beyond the Music") (2001)

#### Dark Horse Comics
- The Badger: Shattered Mirror
- The Dark Horse Book of...:
  - Hauntings: "Stray" (2003)
  - Witchcraft: "The Unfamiliar" (2004)
  - The Dead: "Let Sleepings Dogs Lie" (2005)
  - Monsters: "A Dog and His Boy" (2006)
- Beasts of Burden #1-4 (2009)

#### Sirius Entertainment
- Libros de Scary Godmother (ilustradora/escritora/creadora):
  - Scary Godmother (1997)
  - The Revenge of Jimmy (1998)
  - The Mystery Date (1999)
  - The Boo Flu (2000)
- Cómics de Scary Godmother
  - Scary Godmother: My Bloody Valentine (1998)
  - Scary Godmother Holiday Spooktakular (1998)
  - Scary Godmother Activity Book (2000)
  - Scary Godmother: Wild About Harry (2000)
  - Scary Godmother: Ghoul’s Out for Summer (2000@–2001)

#### Bongo Comics
- Bart Simpson's Treehouse of Horror (escritora, 2000)
- Bart Simpson's  Treehouse of Horror (artista, 2002)

#### Caliber Comics
- The Bandyman (artista, 1999)

#### Scholastic
- Goosebumps Graphix: Terror Trips - One Day at Horrorland (ilustradora)

### Otro material

#### Libros infantiles de Harper Collins
Creado, escrito e ilustrado por Thompson:
- Magic Trixie (2008)
- Magic Trixie Sleeps Over (2008)
- Magic Trixie and the Dragón (2009)
- The Curse of the Royal Ruby: A Rinnah Two Feathers Mystery (ilustradora)
- The Secret of Dead Man's Mine: A Rinnah Two Feathers Mystery (ilustradora)
- Mick Foley's  Halloween Hijinx (ilustradora)
- Tales from Wrescal Lane (ilustradora)

#### Teatro
Adaptación/ coescritora, directora de arte, diseñador de escenario:
- Scary Godmother 2001 en el Teatro Athanaeum en Chicago con Runamuck Productions

#### Película
Actriz, "Tía Lindsay":
- Meet Me There 2014, película de Greenless Estudios

#### Especiales Animados de Scary Godmother
Con Mainframe Entertainment:
- Scary Godmother: Halloween Spooktacular coescritora, editora, directora de arte, pintora de fondo, diseñadora, directora creativa ejecutiva
- Scary Godmother: The Revenge of Jimmy consultora creativa, productora ejecutiva, diseñadora de personajes